# スパゲッティ・ウィズ・ミートボール

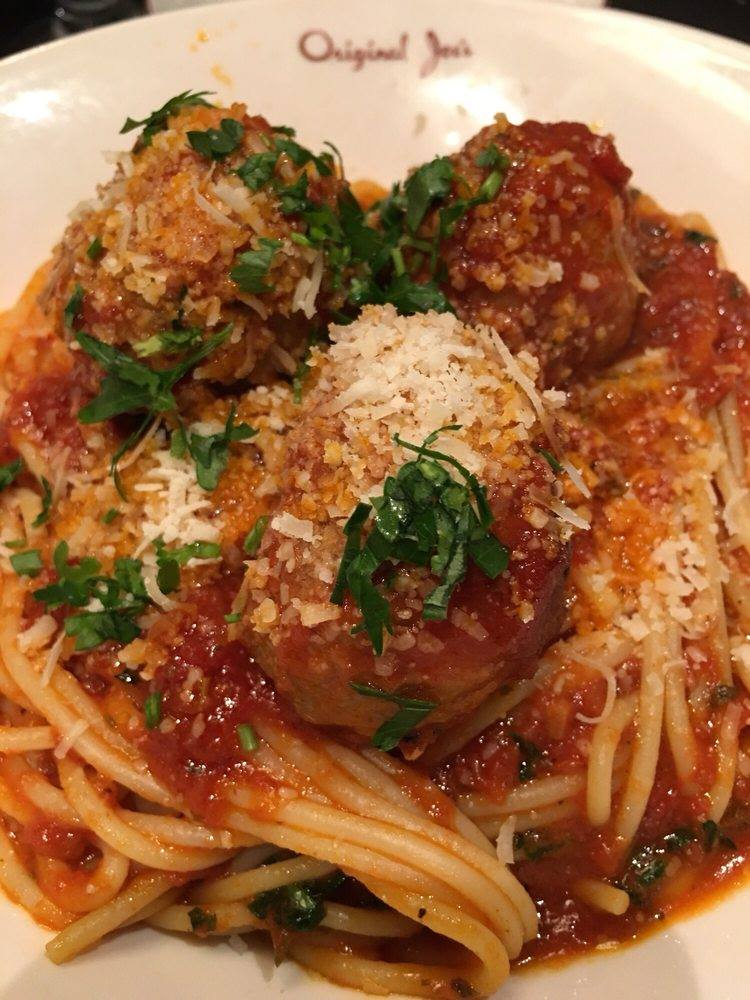
スパゲッティ・ウィズ・ミートボール

スパゲッティ・ウィズ・ミートボール (spaghetti with meatballs) は、スパゲッティ、トマトソース、ミートボールによって構成されるイタリア系アメリカ料理。
ミートボール・スパゲッティ (Meatball Spaghetti、ミートボール・スパゲティと表記されることもある) のほか、日本語では前置詞を省いてスパゲッティ・ミートボールとも表記される。本記事においては、記事名で記述する。ソースの種類や、パスタの種類を変えたバリエーションも存在する。

## 歴史
イタリア料理において、ミートソースは通常フェットゥチーネやタリアテッレ（共に平打ちの生パスタ）に合わせるもので、スパゲッティには用いられない。これは断面が丸い乾麺であるスパゲティには挽肉が絡みにくいためであるが、これをフォークで扱える肉塊とすることで食べやすくしたものがスパゲッティ・ウィズ・ミートボールである。
テレビ番組フード・ネットワークの司会者で記者のアルトン・ブラウンによると、スパゲッティ・ウィズ・ミートボールが最初に作られたのは20世紀初頭で、最初に作ったのはニューヨーク市に住んでいたイタリア系移民のアメリカ人だという。同じくブラウンによれば、1920年代にアメリカパスタ協会（当時はNational Macaroni Manufacturers Associationという名称だった）が、スパゲッティ・ウィズ・ミートボールのレシピを最初に出版したという。
これに対し、料理評論家で作家のKyle Phillipsは、これより以前にイタリアで似た料理を見つけたと主張する。
"...イタリアでは、スパゲッティ・ウィズ・ミートボールは珍しいが、イタリアにその祖先が存在する。私は、プッリャ州で小さなミートボールが入ったスパゲッティを食べた。シチリア料理の権威であるPino Correntiは、シチリアでは、祝日のパスタソースに加える具材として、ミートボールは一般的なものであったと記している..."
また、サルデーニャ島の名物料理として、ボルベッティ（ミートボール）を具材にトマトソースで合えたパスタ料理が知られている。ボルベッティはサルデーニャ島料理の代表的なもので、牧羊の盛んな同地では羊肉を素材にしたこの料理が、多くの郷土料理に応用されている。

## 映像作品への登場
アメリカでは非常に一般的な料理であるため、映画やドラマなどにおいて頻繁に登場する。
作品中で料理名は明示されてはいないが、アニメ作品などでも描かれたことがある。
『ゴッドファーザー』
マフィア幹部クレメンザが主人公のマイケルにスパゲッティ・ウィズ・ミートボールを作りながらレシピを教えるシーンがある。
『わんわん物語』
主人公の犬のカップルがイタリアン・レストランにてスパゲッティ・ウィズ・ミートボールを食べている背後で、シェフがバンドネオンを弾きながら挿入歌「ベラ・ノッテ（Bella Notte）」を歌うシーンが存在する。
『ディズニーシネマのおいしい食卓』（講談社、ディズニーファン編集部著、2003年12月、ISBN 978-4063240184）では、「ミートボール・スパゲッティ」とされている。
『ルパン三世 カリオストロの城』
ルパン三世と次元大介が、レストランにて山盛りのスパゲッティ・ウィズ・ミートボールを奪い合うように食べるシーンが序盤に存在する。
『空想お料理読本』（メディアファクトリー、ケンタロウ、柳田理科雄共著、ISBN 978-4-8401-3296-1）では、麺の長さと柔軟性から、乾麺ではなく生麺、すなわち生パスタであろうという分析がなされている。また、料理名は「ミートボール・スパゲッティ」想像とされている。
また、原作者であるモンキー・パンチの追悼式の食事会には、この料理が提供された。